# Vattenberget
Vattenberget är ett naturreservat i Ragunda kommun i Jämtlands län.
Området är naturskyddat sedan 2017 och är 31 hektar stort. Reservatet omfattar en väst- till nordvästsluttning av Vattenberget och består av  hällmarker med gles tallskog i de högre delarna och lövträdsrik barrblandskog i övrigt.